# Уряд СРСР
Уряд Союзу Радянських Соціалістичних Республік, Рада Міністрів СРСР (рос. Правительство СССР, Совет министров СССР) — найвищий орган виконавчої влади Союзу Радянських Соціалістичних Республік. 

Уряд чотири рази реорганізовувався із відповідною зміною назви.

## Рада народних комісарів РСФРР
| Голови Ради Народних Комісарів РСФРР | Голови Ради Народних Комісарів РСФРР |
| Голова                               | Роки                                 |
| ------------------------------------ | ------------------------------------ |
| Володимир Ленін                      | 1922—1923 (1917—1924)                |

Допоки не був сформований власне уряд СРСР, з 30 грудня 1922 до 6 липня 1923, його функції виконував уряд Російської Соціалістичної Федеративної Радянської Республіки — Рада Народних Комісарів РСФРР, головою якої був Володимир Ленін, фактичний керманич ВКП (б), тодішньої правлячої партії.

## Рада народних комісарів СРСР
| Голови Ради Народних Комісарів СРСР | Голови Ради Народних Комісарів СРСР |
| Голова                              | Роки                                |
| ----------------------------------- | ----------------------------------- |
| Володимир Ленін                     | 1923—1924                           |
| Олексій Риков                       | 1924—1930                           |
| В'ячеслав Молотов                   | 1930—1941                           |
| Йосип Сталін                        | 1941—1946                           |

Створена 6 липня 1923 року як союзний уряд, підзвітний Центральному Виконавчому Комітетові і його президії, у складі так званих злитих (союзних) та об'єднаних (існували одночасно і РНК республік) народних комісаріатів (наркоматів). Кожним наркоматом керував народний комісар або нарком.
Структура Ради Народних Комісарів СРСР постійно змінювалася з централізацією управління, головним чином після 1934, коли були остаточно розподілені сектори діяльностей між загально-союзними і союзно-республіканськими наркоматами.
Першим головою Раднарокому став Володимир Ленін, фактичний керманич ВКП (б), тодішньої правлячої партії. Таким чином була поєднана влада фактична і влада виконавча. Однак після смерті Володимира Леніна до 1941 року Радою керував не радянський диктатор і через це найвпливовіша людина СРСР Йосип Сталін, а дрібніші функціонери ВКП (б).
15 березня 1946 року Рада Народних Комісарів СРСР була переформована на Раду Міністрів СРСР.

## Рада міністрів СРСР
| Голови Ради Міністрів СРСР | Голови Ради Міністрів СРСР |
| Голова                     | Роки урядування            |
| -------------------------- | -------------------------- |
| Йосип Сталін               | 1946—1953                  |
| Георгій Маленков           | 1953—1955                  |
| Микола Булганін            | 1955—1958                  |
| Микита Хрущов              | 1958—1964                  |
| Олексій Косигін            | 1964—1980                  |
| Микола Тихонов             | 1980—1985                  |
| Микола Рижков              | 1985—1990                  |

Створена 15 березня 1946 року радянським парламентом, Верховною Радою СРСР, якій вона і була підзвітна. У період між сесіями Верховної Ради СРСР Рада Міністрів СРСР була підзвітна Президії парламенту, яка могла робити зміни у складі Ради Міністрів.
До складу Ради Міністрів СРСР входили голова Ради Міністрів, його перші заступники та заступники, міністри СРСР, керівники низки інших центральних органів, а також (з 10 травня 1957) голови республіканських Рад Міністрів.
Рада Міністрів СРСР мала право припиняти постанови й розпорядження Ради Міністрів союзних республік з тих галузей державного управління, що вони були віднесені до компетенції СРСР.
Для оперативного вирішування окремих питань існувала внутрішня президія Ради Міністрів СРСР, до складу якої входили голова, перші заступники та міністри, яких було особисто призначено правлячою партією. Рада Міністрів СРСР об'єднувала та скеровувала роботу загально-союзних і союзно-республіканських міністерств і інших підвідомчих їй установ.
Для виконування своїх функцій Рада Міністрів СРСР мала апарат, а саме управління справами Ради Міністрів СРСР з відповідними відділами (правничий відділ, референтура, секретаріат, урядовий архів, галузеві групи та відділи, колегії міністерств тощо). Використовуючи свої широкі повноваження, Рада Міністрів СРСР централізувала в масштабі усього СРСР працю органів державного управління.
26 грудня 1990 Рада Міністрів СРСР була переформована на Кабінет Міністрів СРСР.

## Кабінет міністрів СРСР
| Прем'єр-Міністри СРСР | Прем'єр-Міністри СРСР |
| Голова                | Роки урядування       |
| --------------------- | --------------------- |
| Валентин Павлов       | 1991–1991             |

Створений 26 грудня 1990 на підставі Закону СРСР № 1861-I. Крім назви радянського уряду, змінився також і титул його голови, який відтепер звався Прем'єр-Міністром СРСР. Першим і останнім Прем'єр-Міністром СРСР став фінансист Валентин Павлов.
24 серпня 1991 Президент СРСР Михайло Горбачов оприлюднив Указ № УП-2461, яким Верховній Раді СРСР було вказано підняти питання щодо (не)довіри Кабінетові Міністрів СРСР та його голові, який був одним із організаторів спроби державного перевороту 19 серпня. 28 серпня Верховна Рада СРСР своєю Постановою № 2367-I висловила вотум недовіри всьому складові Кабінету Міністрів СРСР і відправила його у відставку.
На час формування нового складу Кабінету Міністрів Президент СРСР передав урядові функції Комітетові з оперативного керування народним господарством СРСР. Однак нового складу уряду ніколи призначено не було, бо вже 5 вересня 1991 Кабінет Міністрів СРСР був ліквідований.

## Комітет з оперативного керування народним господарством СРСР
| Голови Комітету з оперативного керування народним господарством СРСР | Голови Комітету з оперативного керування народним господарством СРСР |
| Голова                                                               | Роки урядування                                                      |
| -------------------------------------------------------------------- | -------------------------------------------------------------------- |
| Іван Сілаєв                                                          | 1991—1991                                                            |

Створений 24 серпня 1991 задля тимчасового виконання функцій несформованого Кабінету Міністрів СРСР. Першим і останнім головою цього Комітету став радянський урядовий діяч Іван Сілаєв. Його заступниками були призначені Аркадій Вольський, Юрій Лужков та Григорій Явлінський.
Комітетові довелось виконувати свої обов'язки значно більше запланованого строку. Це було пов'язано з ліквідацією Кабінету Міністрів СРСР 5 вересня 1991 і створення замість нього Міжреспубліканського економічного комітету СРСР, який ще треба було сформувати. Але й після призначення членів останнього Комітет з оперативного керування народним господарством СРСР продовжував існувати як економічний орган.
19 грудня 1991 Президент РРФСР Борис Єльцин своїм Указом № 299 ліквідував Комітет з оперативного керування народним господарством СРСР.

## Міжреспубліканський економічний комітет СРСР
| Голови Міжреспубліканського економічного комітету СРСР | Голови Міжреспубліканського економічного комітету СРСР |
| Голова                                                 | Роки урядування                                        |
| ------------------------------------------------------ | ------------------------------------------------------ |
| Іван Сілаєв                                            | 1991—1991                                              |

Створений 5 вересня 1991 року, сформований 20 вересня 1991 року. Першим і останнім головою цього Комітету став Іван Сілаєв, який паралельно очолював Комітет з оперативного керування народним господарством СРСР.
Міжреспубліканський економічний комітет СРСР вважався тимчасовим органом, бо був сторенний на підставі Закону СРСР «Про органи державної влади і керування Союзом РСР у перехідний період».
14 листопада 1991 був перейменований на «Міждержавний економічний комітет СРСР».

## Міждержавний економічний комітет СРСР
| Голови Міждержавного економічного комітету СРСР | Голови Міждержавного економічного комітету СРСР |
| Голова                                          | Роки урядування                                 |
| ----------------------------------------------- | ----------------------------------------------- |
| Іван Сілаєв                                     | 1991—1991                                       |

Створений 14 листопада 1991 року шляхом перейменування Міжреспубліканського
економічного комітету СРСР. Як і його попередник залишався лише тимчасовим органом виконачої влади СРСР. Але ніякої постійної інституції замість нього створено не було, бо Радянський Союз знаходився в стані важкої політичної кризи, яка привела до його розвалу.
26 грудня 1991 Рада Республік, одна з палат радянського парламенту, офіційно припинила існування Союзу Радянських Соціалістичних Республік. Через це Міждержавний економічний комітет фактично припинив і своє існування, хоча офіційно його ліквідовано ніколи не було.